# Lutz Lischka
Lutz Lischka (ur. 30 stycznia 1944 w Wiedniu, zm. 14 stycznia 2024) – austriacki judoka. Olimpijczyk z Monachium 1972, gdzie zajął piąte miejsce w wadze średniej.
Uczestnik mistrzostw świata w 1971 i mistrzostw Europy w 1969. Brązowy medalista ME w drużynie w 1970 roku.

## Letnie Igrzyska Olimpijskie 1972
| Konkurencja | Eliminacje              | Eliminacje              | Eliminacje           | Repasaże          | Finały                 | Klas. końcowa |
| Konkurencja | Przeciwnik I            | Przeciwnik II           | 1/4                  | Przeciwnik I      | o 3 miejsce            | Miejsce       |
| ----------- | ----------------------- | ----------------------- | -------------------- | ----------------- | ---------------------- | ------------- |
| 80 kg       | Boubker Slimani (MAR) Z | Philippe Aubert (SUI) Z | Oh Seung-lip (KOR) P | Petr Jákl (TCH) Z | Shinobu Sekine (JPN) P | 5.            |